# إيغور غوميز (لاعب كرة قدم مواليد 2001)
إيغور غوميز (بالبرتغالية: Igor Gomes‏) هو لاعب كرة قدم برازيلي في مركز الدفاع، ولد في 6 مارس 2001 في بارا مانسا في البرازيل يلعب في نادي شباب الأهلي الإماراتي.

## وصلات خارجية
- إيغور غوميز (لاعب كرة قدم مواليد 2001) على موقع قاعدة بيانات كرة القدم.إي يو (الإنجليزية)
- إيغور غوميز (لاعب كرة قدم مواليد 2001) على موقع Soccerway.com (الإنجليزية)